# بوئینگ سی‌اچ-۴۷ شینوک
بوئینگ سی‌اچ-۴۷شینوک (به انگلیسی: Boeing CH-47 Chinook) بالگرد ترابری نیمه سنگینِ دوموتوره و دوملخه آمریکایی است که در شرکت بوئینگ طراحی شده و در سال ۱۹۶۲ معرفی شد. این محصول توسعه یافته از بوئینگ ورتول سی‌اچ-۴۶ سی‌نایت است که میراث شرکت پیاسکی هلیکاپتر بود. کاربرد اصلی این بالگرد برای جابجایی سربازان، ادوات توپخانه‌ای، سوخت، آب، موانع و سنگر و سایر تدارکات و تجهیزات مورد نیاز در میدان نبرد است. کاربردهای ثانویه این بالگرد هم شامل آمبولانس، امداد در فجایع طبیعی، جستجو و نجات، انتقال هواپیماها، آتش‌نشانی و رهاسازی چتربازان می‌شود.
بالگرد شینوک با حداکثر سرعت ۳۱۵ کیلومتر بر ساعت حتی از بالگرد‌های بسیار کوچکترِ تهاجمی و چندمنظوره معاصر خود هم سریع‌تر بود. نام این بالگرد از قبیله سرخ‌پوست چنوک در آمریکا گرفته شده‌است. شینوک یکی از معدود هواگردهای دهه ۱۹۶۰ است که هنوز در خط تولید قرار دارد. تاکنون ۱۱۷۹ فروند از این بالگرد ساخته شده و به ۱۶ کشور صادر شده‌است.
ارتش ایالات متحدهٔ آمریکا از دیرباز به فکر یک بالگرد دوملخه بود و سفارش‌های زیادی به شرکتهای گوناگون می‌داد؛ بالگردهای مک‌کولوچ ام‌سی۴ و برنتلی بی-۱ از نخستین نمونه‌های آزمایشی بودند که به سرانجام نرسیدند. اولین مدل شینوک یعنی سی‌اچ-۴۷آ از دو موتور لیکومینگ تی-۵۵-ال۵ هر یک به قدرت ۲۲۰۰ اسب بخار نیرو می‌گرفت. در مدل‌های بعدی قدرت موتور افزایش یافته و در مدل سی‌اچ-۴۷دی (معرفی در ۱۹۷۹) به ۴۷۳۳ اسب بخار در هر موتور رسید. این بالگرد ۳۰ متر طول و ۵٫۷ متر ارتفاع داشته و وزن خالی آن ۱۰٬۱۸۵ کیلوگرم است. سرعت صعود این بالگرد ۷٫۷۳ متر بر ثانیه و سقف پروازی آن ۵۶۴۰ متر است. شینوک گنجایش کافی برای حمل ۳۳ تا ۵۵ سرباز با ظرفیت ۱۲۷۰۰ کیلوگرم بار را دارد.

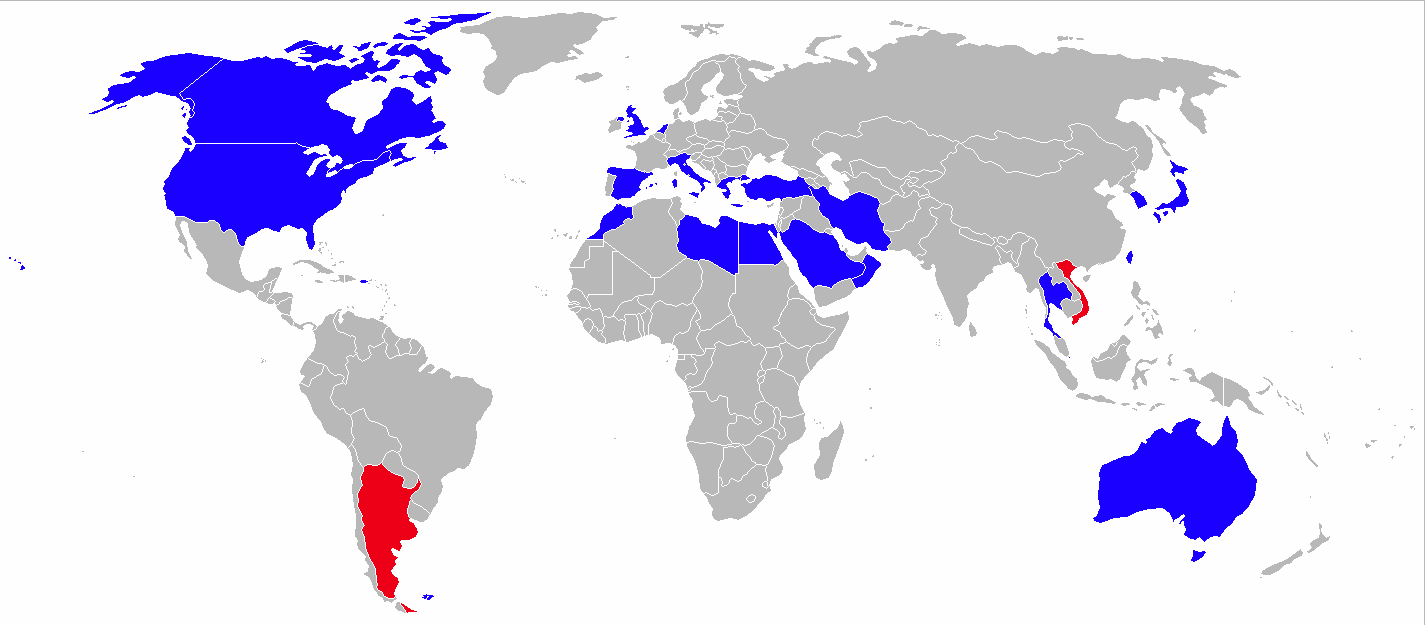
کشورهای دارنده شینوک. (دارندگان سابق با رنگ قرمز)

## در ایران

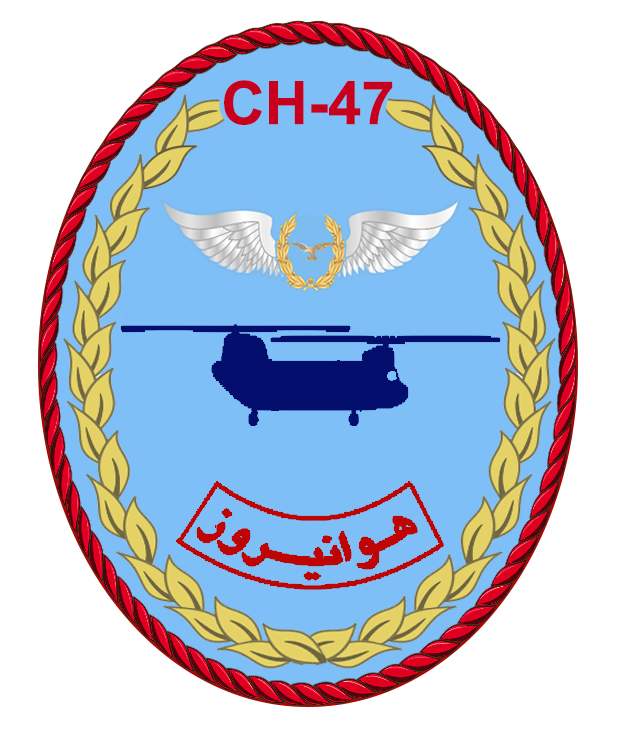
آرم سینه خلبان بالگرد بوئینگ سی‌اچ-۴۷ شینوک هوانیروز ارتش

در ایران و تا سال ۱۳۵۷، ۶۰ فروند بالگرد ترابری شینوک به خدمت هوانیروز درآمد و در آن زمان ایران بزرگترین کاربر این نوع بالگرد پس از ایالات متحده بود. همچنین تعداد ۳۰ فروند دیگر نیز سفارش داده بود که علی‌رغم پرداخت هزینه پس از وقوع انقلاب ۱۳۵۷ تحویل آن‌ها لغو شد. در طول جنگ ایران و عراق، ایران به شکل جدی از تجهیزات خریداری شده از ایالات متحده استفاده کرد و حداقل هشت فروند CH-47 را در طول جنگ از دست داد، در ۲۴ تیر ۱۳۶۲، یک Mirage F1 عراق سه شینوک ایرانی که در حال انتقال نیروها به خط مقدم بودند را منهدم کرد و همچنین در اسفند ۱۳۶۴ جنگنده های MiG-21 عراق دو فروند را سرنگون کردند.
در فروردین ۱۳۶۲، در عملیات فتح المبین، شینوک‌های ایرانی در موفق به انتقال نیروهای ایران به پشت خطوط عراق شده که منجر به غافلگیری نیروهای عراقی و سرکوب آتش توپخانه عراق و تصرف یک مقر فرماندهی عراق شد. در این عملیات، نیروهای ایرانی با استفاده از چندین شینوک ، به پشت خطوط دشمن نفوذ کردند و توانستند با غافلگیری نیروهای عراقی، تصرف یک مقر فرماندهی عراقی و سرکوب آتش توپخانه‌های عراقی در آن منطقه را به عهده بگیرند. این عملیات نظامی، به دلیل موفقیت آن در به دست آوردن مناطقی از عراق، به عنوان یکی از مهمترین عملیات‌های جنگ ایران و عراق شناخته می‌شود.

## نگارخانه

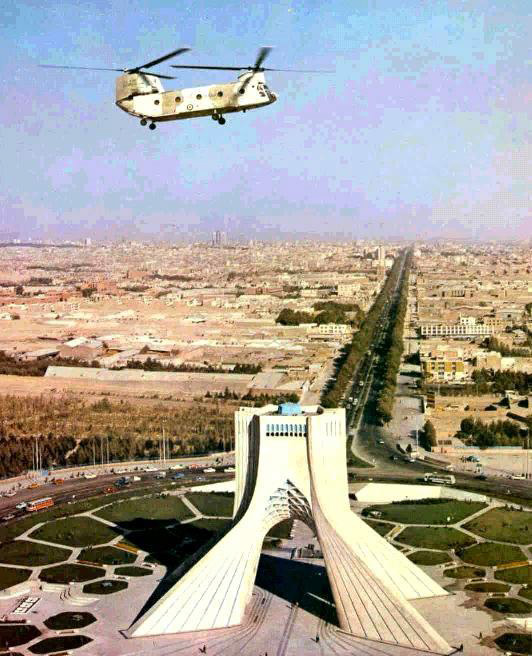
بالگرد شینوک بر فراز میدان آزادی
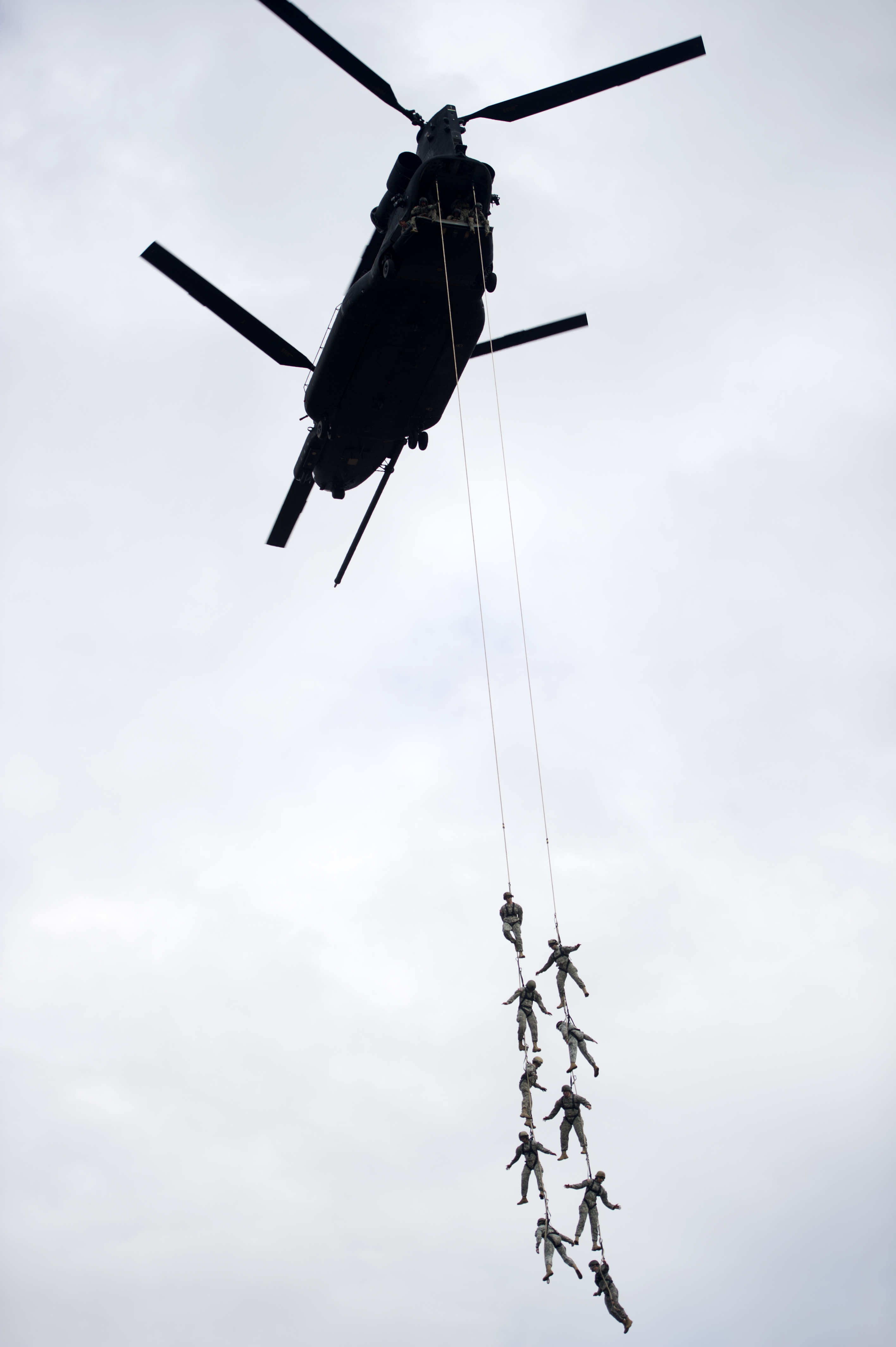
سربازان گروه ویژه هفتم هوابرد ارتش ایالات متحده آمریکا در حال تمرین با بالگرد بوئینگ سی‌اچ-۴۷ شینوک